# Boy (álbum)
Boy  (Español: Chico) es el álbum debut de la banda irlandesa U2, publicado el 20 de octubre de 1980 por Island Records y producido por Steve Lillywhite. El álbum contiene temas sobre la juventud y la adolescencia, y está marcado por la apasionada voz de Bono y por la brillante guitarra de The Edge. Boy contiene muchas canciones del catálogo de 40 canciones de la banda en ese momento, incluidas dos pistas que fueron regrabadas de sus versiones originales en su lanzamiento debut, el EP Three.
Boy se grabó de julio a septiembre de 1980 en los Windmill Lane Studios de Dublín, que se convirtieron en el lugar de grabación elegido por U2 durante la década de 1980. Era la primera vez que trabajaban con Lillywhite, quien empleaba técnicas de producción poco ortodoxas como grabar los tambores de Mullen en una escalera y grabar botellas rotas y tenedores tocados contra una rueda de bicicleta giratoria. La banda encontró que Lillywhite era muy alentador y creativo, y posteriormente se convirtió en un productor frecuente de su trabajo grabado. Temáticamente, la letra del álbum refleja la adolescencia, la inocencia y el paso a la edad adulta, temas representados en su portada a través de la foto del rostro de un niño.
Boy recibió críticas generalmente positivas e incluyó el primer sencillo de U2 en ser transmitido por la radio estadounidense, "I Will Follow". El lanzamiento fue seguido por la primera gira de la banda por Europa continental y los Estados Unidos, el Boy Tour. El álbum alcanzó su punto máximo en la lista del Reino Unido en el número 52 en agosto de 1981 y en los Estados Unidos en el número 63. En 2003, Boy ocupó el puesto 417 en la lista de Rolling Stone de "Los 500 mejores álbumes de todos los tiempos". En 2008, se lanzó una edición remasterizada de Boy.

## Historia
El álbum fue precedido por el single "I Will Follow", que fue un éxito en las radios universitarias, y causó gran agitación alrededor del debut del grupo. La canción fue interpretada como un tema religioso, afirmando la fe cristiana del grupo; aunque eso nunca ha sido confirmado ni negado. La canción, junto al álbum, se centra en la infancia de Bono y en la pérdida de su madre a la edad de 14 años. 
Boy fue grabado en Windmill Lane Studios en Dublín, junto a Steve Lillywhite como productor. Algunas de las canciones, como "An Cat Dubh" y "The Ocean" fueron escritas y grabadas en el estudio. El resto de las canciones eran interpretadas normalmente en los conciertos de aquella época, como "Stories for boys", "Out of Control", y "Twilight". The Edge grabó todas las canciones usando una Gibson Explorer y una Fender Stratocaster.
A pesar de las críticas de sus conciertos, y de Bono usando "demasiado eco"; estas primeras actuaciones, ayudaron a demostrar el potencial de U2, ya que los críticos notaron que Bono era un showman muy apasionado y carismático, recordando a un joven Rod Stewart. Boy es el único álbum de U2 en el que todas las canciones y todas las caras B, han sido interpretadas en directo al menos una vez.
Boy alcanzó el número #63 en la Billboard 200 de EE. UU. "I Will Follow" alcanzó el número #20 en la Mainstream Rock charts. En el Reino Unido, sin embargo, no entró en las listas.
En 2003, el álbum fue situado en el número #417 en la lista de los 500 mejores álbumes de todos los tiempos de la revista Rolling Stone.

## Grabación
Originalmente, Boy estaba programado para ser producido por Martin Hannett, un productor muy solicitado en ese momento por su trabajo aclamado por la crítica con Joy Division. Hannett había producido el segundo sencillo de U2 "11 O'Clock Tick Tock". Sin embargo, la experiencia de trabajar con él no había sido feliz para U2, e Island Records descartó la idea de que él produjera el álbum después de las objeciones de la banda. Hannett también se vio gravemente afectado por el suicidio en mayo de 1980 del líder de Joy Division, Ian Curtis, cuya angustia afectó temporalmente su capacidad para continuar trabajando. El productor Steve Lillywhite recibió una copia del primer lanzamiento de la banda, U2-3, de Island para evaluar su interés en trabajar con la banda. Después de ver a U2 actuar en vivo, Lillywhite acordó producir su sencillo "A Day Without Me". Aunque la canción no llegó a las listas, la banda descubrió que podían trabajar de manera amistosa con él y accedió a que produjera su álbum de estudio debut.
Boy se grabó en los estudios Windmill Lane en Dublín de julio a septiembre de 1980. Lillywhite había atraído la atención por su trabajo en el sencillo debut de Siouxsie and the Banshees, "Hong Kong Garden" (1978), que contenía una frase musical tocada en un glockenspiel. U2, que escuchó a Siouxsie and the Banshees, usó las habilidades de Lillywhite para agregar la parte distintiva de glockenspiel en "I Will Follow". La batería se grabó en la escalera del área de recepción del estudio debido al deseo de Lillywhite de lograr "este maravilloso sonido estruendoso". Tuvieron que esperar hasta que la recepcionista se fuera a casa por las tardes mientras el teléfono sonaba durante el día e incluso ocasionalmente por la noche.
Algunas de las canciones, incluidas "An Cat Dubh" y "The Ocean", fueron escritas y grabadas en el estudio. Muchas de las canciones fueron tomadas del repertorio de 40 canciones de la banda en ese momento, incluyendo "Stories for Boys", "Out of Control" y "Twilight".
El guitarrista The Edge grabó todas las canciones usando su Gibson Explorer teñida natural. Se inspiró en la música que estaba escuchando en ese momento, incluyendo Television y Siouxsie and the Banshees.

## Composición
El tema del álbum es la naturaleza psicológica de la transición de la adolescencia desde la niñez a la edad adulta, con letras y música atmosférica que examinan un amanecer de la sexualidad ('An Cat Dubh'), la entrada a la adolescencia ("Twilight"), la mortalidad ("Out de Control"), el exilio del pasado impuesto por el paso del tiempo ("Into the Heart"), la perturbación mental ("The Electric Co.") y la ambición juvenil ("The Ocean"). "I Will Follow" se centró en el trauma de la temprana muerte de la madre de Bono cuando era un joven adolescente.
La letra del álbum posee varias referencias literarias, "Sombras y árboles altos", que toma su nombre de un capítulo de la novela distópica de William Golding, El señor de las moscas, y "El océano", que menciona la novela de Oscar Wilde La imagen de Dorian Gray.

## Portada
El chico de la carátula es Peter Rowen (el hermano de Guggi, un amigo de Bono). También aparece en la portada de Three (1979), War (1983), The Best of 1980-1990 (1998) y Early Demos (2004). El fotógrafo, Hugo McGuiness, y el diseñador de la cubierta, Steve Averill (un amigo del bajista Adam Clayton), continuaron trabajando en las portadas de algunos discos de U2.
La portada fue cambiada en Canadá y EE. UU. por una imagen distorsionada del grupo, debido a la posibilidad de que la banda pudiera ser acusada de pedofilia. Sandy Porter está acreditada como la fotógrafa de dicha portada. A los dos se les dio un presupuesto muy limitado, lo que les impidió viajar a U2 y tomarles fotos, dejándolos con pocas opciones más que usar fotos de los comunicados de prensa de los cuatro miembros de la banda. Tilley visitó a Porter en Londres para colaborar en la portada. La idea inicial de Porter era distorsionar las imágenes del comunicado de prensa y crear una "obra de arte más gráfica y estilizada", lo que llevó a varios experimentos. Estos incluyeron: fotocopiar las imágenes y extraerlas durante el escaneo; usar una ampliadora fotográfica mientras mueve el rodapié; y fotografiar las impresiones de imágenes utilizando una exposición prolongada mientras las mueve. El resultado de estos procesos le dio a Porter la "materia prima" para continuar, aunque algunas áreas de las imágenes no se distorsionaron bien y posteriormente fueron marcadas con un bolígrafo negro. Inspirándose en la referencia al Señor de las Moscas en la canción "Sombras y árboles altos", Porter seleccionó cuatro "imágenes toscas y distorsionadas que tenían la sensación de cómo el mar lava y distorsiona las marcas en la arena". Luego cortó las imágenes con un bisturí, las montó con spray y luego las "copió, imprimió, retocó, volvió a copiar e imprimió" en papel fotográfico de alto contraste.

## Lanzamiento
Boy fue lanzado el 20 de octubre de 1980 en el Reino Unido, y el 3 de marzo de 1981 en los Estados Unidos.
En 2008, se lanzó una edición remasterizada del álbum, con pistas remasterizadas, junto con caras B y rarezas. Se pusieron a disposición tres formatos diferentes del remaster. La portada de las ediciones remasterizadas del álbum se estandarizó en todo el mundo a la del lanzamiento de 1980 en el Reino Unido.

### Sencillos
"A Day Without Me" y "I Will Follow" fueron lanzados como singles el 18 de agosto y el 24 de octubre de 1980 respectivamente.
"I Will Follow" alcanzó el puesto 20 en la lista de rock Top Tracks, convirtiéndose en un éxito en la radio universitaria y generó un gran revuelo en torno al debut del grupo. El álbum fue precedido por Three, un EP de tres canciones con diferentes grabaciones de "Out of Control" e "Stories for Boys", así como una canción llamada "Boy/Girl".

## Recepción
Los lanzamientos originales de Boy vendieron casi 200.000 copias.  El álbum alcanzó el puesto 63 en el Billboard 200, pero después del éxito del material posterior de U2, volvió a entrar en las listas estadounidenses por un período más largo. Alcanzó el número 52 en el Reino Unido. En su Irlanda natal, el álbum alcanzó el número 13 y se ubicó más alto en Canadá en el número 12.
Al revisar el álbum en 1980, Paul Morley de NME lo llamó "honesto, directo y distintivo", mientras que Betty Page de Sounds apodó a U2 como "los poetas jóvenes del año". Lyndyn Barber de Melody Maker lo aclamó como un disco "rico", escribiendo que "Boy es más que una simple colección de buenas pistas reunidas en un orden arbitrario", y que tenía "inocencia juvenil y confusión". Robin Denselow de The Guardian escribió que era un "álbum de debut fuerte", elogiando a Lillywhite por ayudar a U2 a mejorar desde un show en vivo al que asistió el crítico. Denselow dijo que el grupo logró su objetivo de lograr un equilibrio de "potencia y sensibilidad" y dijo que el disco "solo necesita melodías un poco más fuertes para ser realmente impresionante". El crítico de Time Out, Ian Birch, elogió a Boy como un álbum "oportuno" y dijo: "Partiendo de una tradición establecida por personas como Magazine, [Siouxsie y] The Banshees y Joy Division, U2 han inyectado su propia marca de gracia y espacio vigoroso para crear un romanticismo perfecto para aquellos que lucen riffs gruesos y mackintoshes". Declan Lynch, de la revista irlandesa Hot Press, comentó que encontró a Boy "casi imposible reaccionar negativamente". K.R. Walston, del Albuquerque Journal, dijo que U2 "sabe cómo cuidar al oyente, jugando con el tempo y las estructuras de acordes lo suficiente para sonar original pero no demasiado vanguardista". La revisión concluyó que "el futuro brilla con fuerza para bandas como esta".
Terry Atkinson de Los Angeles Times calificó a Boy como un "primer álbum sutilmente deslumbrante, a veces bonito, propulsor, juguetón e irresistiblemente pegadizo", mientras que lo describió como "flexible y melódico, pero duro y vital también". Atkinson creía que la letra tenía "pasajes ocasionalmente triviales o vagos" pero que eran trascendidos por las "voces sinceras y elevadas" de Bono. Sean McAdam de The Boston Globe lo describió como "un álbum hipnótico con matices" que él "recomendó sin reservas". Elogió la producción de Lillywhite por crear un "ambiente inquietante" y dijo de la banda: "U2 tiene las habilidades musicales, un vocalista convincente ... y lo más importante, canciones pop de 4 minutos que suenan a la vez concisas y contagiosas". Scot Anderson de Iowa City Press-Citizen llamó a Boy "un álbum que, aunque defectuoso, muestra el potencial de la banda". Anderson pensaba que ciertas canciones eran demasiado largas o demasiado cortas, pero creía que U2 se distinguía de sus compañeros por su espíritu y humanidad, haciendo "un chapoteo muy refrescante en la New Wave". Dave Marsh de Rolling Stone dijo que la música del disco era "sin pretensiones y fascinante" y llamó a U2 "fácilmente la mejor banda de rock irlandesa desde la compañía Them original de Van Morrison". También elogió a Lillywhite por su "producción siempre encabezada". En una revisión separada para Rolling Stone, Debra Rae Cohen encontró a la banda hábil y simpática mientras le daba crédito a Lillywhite por ayudarlos a "mezclar los ecos de varias de las bandas más aventureras de Gran Bretaña en un sonido rico, animado y comparativamente comercial". En general, ella creía que el álbum no estaba a la altura del alto estándar establecido por la canción de apertura "I Will Follow", y encontró que la mayor parte era "difusa y desigual". Más crítico fue Robert Christgau, quien descartó el álbum en su columna "Consumer Guide" para The Village Voice: "Su juventud, su aire serio y su sonido de guitarra están incendiando un pequeño mundo, y temo lo peor".  El álbum terminó en el puesto 18 en la lista de "Mejores álbumes" de la encuesta de críticos de 1981 Pazz & Jop de The Village Voice.
Los matices sexuales del álbum llevaron a su entusiasta aceptación en los clubes gay estadounidenses poco después de su lanzamiento. Bono comentó sobre este fenómeno, diciendo: "Las copias de importación entraron y, como saben, en Estados Unidos se rompe mucha música en los clubes gay, por lo que teníamos una audiencia gay, mucha gente que estaba convencida de que la música era específicamente para ellos. Así que hubo un error, si quieres ".

## Legado
En 2003, Boy fue incluido en el número 417 de la lista de Rolling Stone de "Los 500 mejores álbumes de todos los tiempos". La revista escribió: "Demasiado ingenioso para el punk, demasiado poco irónico para la nueva ola, U2 llegó a Boy como grandes soñadores con la ambición de respaldarlo". En 2006, Uncut clasificó el álbum en el número 59 de su lista. de los "100 mejores álbumes de debut". Fue clasificado como el séptimo mejor álbum de U2 en una lista de 2017 por Zach Schonfeld de Newsweek, quien también lo llamó "un álbum de U2 sin ego" y la "predicación o presunciones de salvar el mundo" que los atormentaron en el futuro. En The Austin Chronicle, Margaret Moser recordó la popularidad de Boy en Austin en medio de los cierres y el declive de los clubes de música locales: "El Club Foot más nuevo y moderno era un faro, y bailamos durante todo el verano en su piso de cemento al ritmo de U2. un rayo de esperanza en la oscuridad inminente de los años de Reagan". En su opinión, el disco era "un grito disfrazado de susurro, la calma antes de una tormenta", su fórmula musical presagiaba el posterior mega éxito de la banda. Según Steven Hyden de The A.V. Club, "Boy demostró que U2 tenía una identidad musical lo suficientemente fuerte como para llamar la atención del mundo desde el principio".
Algunos críticos han quedado menos impresionados con el álbum en retrospectiva. Escribiendo para Entertainment Weekly, Bill Wyman lo encontró "embriagador" pero "errático", mientras que el crítico del Chicago Tribune Greg Kot describió el álbum como "post-punk inexperto que le debe mucho a Joy Division y los primeros Public Image Ltd". Según Spin Alternative Record Guide (1995), el álbum "estableció lo que podría llamarse la reputación reveladora de [U2], insinúa el impulso hacia la fe (después de todo, su éxito fue 'I Will Follow'), pero sobre todo comunica confusión de la variedad adolescente ". David Quantick fue más crítico en su revaluación de Uncut. Había disfrutado del álbum en 1980 como un contemporáneo más roquero de Joy Division y Echo & the Bunnymen, a pesar de la actuación vocal de Bono, pero luego expresó su sorpresa "por lo malo que es". En su opinión, "la producción de Lilywhite es asombrosamente fina, la voz de Bono es horrible, las letras son pésimas, y solo los sencillos, el 'I Will Follow' obsesionado con Ian Curtis y el gran 'Out Of Control' - se levantan. El resto es espantoso prog noodling ".
Boy es uno de los dos únicos álbumes de U2 en los que cada canción se ha interpretado en vivo al menos una vez. Boy mantuvo esta distinción individualmente hasta 2017, cuando todas las canciones de The Joshua Tree se interpretaron en vivo en la gira del 30 aniversario del álbum.

## Boy Tour
El lanzamiento de Boy fue seguido por el Boy Tour, la primera gira de U2 por Europa continental y Estados Unidos. A pesar de no estar pulidas, estas primeras actuaciones en vivo demostraron el potencial de la banda, ya que los críticos felicitaron su ambición y la exuberancia de Bono. En un tramo estadounidense de la gira por lo demás exitoso, el maletín de Bono que contenía letras en progreso e ideas musicales (que estaban destinadas al segundo álbum del grupo, October), se perdió entre bastidores durante una actuación en marzo de 1981 en un club nocturno en Portland, Oregon.

## Lista de canciones
Todas las canciones escritas por U2.
1. "I Will Follow" – 3:36
2. "Twilight" – 4:22
3. "An Cat Dubh" – 6:21
4. "Into the Heart" – 1:53
5. "Out of Control" – 4:13
6. "Stories for Boys" – 3:02
7. "The Ocean" – 1:34
8. "A Day Without Me" – 3:14
9. "Another Time, Another Place" – 4:34
10. "The Electric Co." – 4:48
11. "Shadows and Tall Trees" – 4:36

- "A Day Without Me" y "I Will Follow" fueron publicadas como singles.

## Curiosidades
- En "I Will Follow", poco antes de que Bono cante "Your eyes make a circle..." podemos oír dos efectos, que se consiguieron de la siguiente manera: arrojando botellas de cristal al suelo y pasando un cuchillo por los radios de la rueda de una bicicleta colocada boca arriba, mientras ésta giraba.

- Durante buena parte de la grabación de Boy, Bono estaba resfriado. Esto se puede notar en algunos fragmentos del disco: "Another Time, Another Place" (0:07) y "Shadows and Tall Trees", (0:02).

- El disco fue precedido por Three (1979), un EP con versiones diferentes de "Out of Control" y "Stories for Boys", así como una canción llamada "Boy/Girl".

- Los primeros vinilos del álbum contienen una versión instrumental después de la canción "Shadows and Tall Trees". Se trata de un corte instrumental de 30 segundos que luego se convertiría en "Fire" en su siguiente disco, October (1981).

- En algunas impresiones del álbum, en "An Cat Dubh" y "Into the Heart" la duración es 4:47 y 3:28 respectivamente. Esto era común en el Reino Unido y Japón.

- La última canción del disco, "Shadows and Tall Trees", hace referencia a la novela de William Golding, El señor de las moscas.

## Edición remasterizada de 2008
El 9 de abril de 2008, U2.com confirmó que los primeros tres álbumes de la banda (Boy, October y War) serían relanzados como versiones recientemente remasterizadas. Boy remasterizado fue lanzado el 21 de julio de 2008 en el Reino Unido, y la versión estadounidense lo siguió al día siguiente. Al igual que con The Joshua Tree, la portada se ha estandarizado al lanzamiento original del Reino Unido. El remaster de Boy fue lanzado en tres formatos diferentes:
1. Formato estándar: Un solo CD con audio remasterizado y empaque restaurado. Incluye un folleto de 16 páginas con fotos inéditas, letras completas y nuevas notas de Paul Morley. Las 11 pistas coinciden con el lanzamiento anterior del álbum.
2. Formato de lujo: un CD estándar (como el anterior) y un CD extra que incluye caras B, pistas en vivo y rarezas. También incluye un folleto de 32 páginas con fotos nunca antes vistas, letras completas, nuevas notas de Paul Morley y notas explicativas sobre el material adicional de Edge.
3. Formato vinilo: Versión remasterizada de un solo álbum en vinilo de 180 gramos con embalaje restaurado.

## Listas
Álbum
| Año  | Lista                | Posición |
| ---- | -------------------- | -------- |
| 1981 | Billboard Pop Albums | #63      |
| 1984 | The Billboard 200    | #107     |

Singles
| Año  | Sencillo        | Lista                     | Posición |
| ---- | --------------- | ------------------------- | -------- |
| 1981 | "I Will Follow" | Billboard Mainstream Rock | #20      |
| 1984 | "I Will Follow" | The Billboard Hot 100     | #81      |

## Certificaciones
| Organización   | Nivel   | Fecha                    |
| -------------- | ------- | ------------------------ |
| BPI – R.Unido  | Oro     | 1 de agosto de 1985      |
| CRIA – Canadá  | Oro     | 3 de diciembre de 1987   |
| CRIA – Canadá  | Platino | 3 de diciembre de 1987   |
| RIAA – EE. UU. | Oro     | 23 de mayo de 1994       |
| RIAA – EE. UU. | Platino | 11 de septiembre de 1995 |